# Elena Savel'eva
Elena Vladimirovna Savel'eva (in russo Елена Владимировна Савельева?; Tula, 16 giugno 1984) è una pugile russa.

## Palmarès
- Mondiali

Ningbo 2008: argento nei 50 kg.
Bridgetown 2010: oro nei 54 kg.
Qinhuangdao 2012: bronzo nei 51 kg.
Jeju 2014: bronzo nei 54 kg.
- Giochi europei

Baku 2015: oro nei 54 kg.
- Europei

Mykolaïv 2009: argento nei 48 kg.
Rotterdam 2011: oro nei 54 kg.
Bucarest 2014: bronzo nei 54 kg.
Sofia 2016: oro nei 51 kg.
Alcobendas 2019: argento nei 51 kg.